# Leon Maria Guerrero III
Leon Maria Guerrero III (Manilla, 24 maart 1915 - 24 juni 1982) was een Filipijns diplomaat en schrijver. Guerrero was 
een nationalist en werd onder meer bekend door zijn uitspraak in zijn periode als onderminister van Buitenlandse Zaken dat "Azie voor de Aziaten was en de Filipijnen aan de Filipino's behoorden". Guerrero was jarenlang Filipijns ambassadeur in diverse landen waaronder Groot-Brittannië en Noord-Ierland (1964-1962), Duitsland (1955-1962), Spanje (1962-1966), India (1966-1973) en Mexico (1973-1977). Guerrero werd tevens bekend als schrijver. Hij vertaalde ook werk van de Filipijnse nationale held Jose Rizal en schreef The First Filipino, een biografie over Rizal.

## Biografie
Leon Maria Guerrero werd geboren op 24 maart 1915 in Ermita in de Filipijnse hoofdstad Manilla. Zijn ouders waren Alfredo Guerrero, een bekende dokter en Filomena Francisco, een van de eerste vrouwelijke apothekers van de Filipijnen. Zijn jongere zus Carmen Guerrero-Nakpil was journaliste en schrijfster. Zijn grootvader van vaders zijde was Leon Maria Guerrero, een bekende botanicus en politicus. Zijn grootvader aan moeders zijde was Gabriel Beato Francisco, een bekende schrijver in het Tagalog. Na het voltooien van zijn middelbare schoolopleiding aan de Ateneo de Manila University voltooide hij in 1935 aan dezelfde onderwijsinstelling een Bachelor of Arts-opleiding. In 1939 rondde Guerrero een studie Rechten af en in hetzelfde jaar slaagde hij tevens voor het toelatingsexamen (bar exam) van de Filipijnse balie. Hij eindigde bij de bar exam als 15e van zijn jaargang, in het jaar dat de latere president van de Filipijnen Ferdinand Marcos de bar topnotcher was. 
Na zijn afstuderen was Guerrero advocaat op het kantoor van de landsadvocaat van de Filipijnen (Office of the Solicitor General). Hij was onder meer de openbaar aanklager in het proces tegen Ferdinand Marcos, waarbij Marcos in 1940  werd vrijgesproken van de moord op Julio Nalundasan door rechter Jose Laurel. Na de uitbraak van de tweede Wereldoorlog sloot zich aan bij de United States Army Forces in the Far East (USAFFE) en was 1e luitenant van 1941 tot 1942, waarbij hij radio commentator was tot de val van Bataan. Tijdens de Japanse bezetting was Guerrero werkzaam als technisch assistent in Malacañang Palace en was hij van 1943 tot 1945 1e Secretaris in de Filipijnse ambassade in Tokio. 
Van 1947 tot 1954 was Guerrero als jurist werkzaam voor de Senaat van de Filipijnen. Tevens was hij advocaat op het advocatenkantoor van Claro Recto. Daarnaast doceerde hij aan de Francisco Law School, de Far Eastern University en het Lyceum of the Philippines. In 1952 werd Guerrero door president Ramon Magsaysay benoemd tot onderminister van Buitenlandse Zaken. In deze periode was hij nog enige tijd waarnemend Minister van Buitenlandse Zaken. In deze periode raakte hij in opspraak toen hij tijdens een speech op Manila Law School verklaarde dat de Filipijnse regering gelooft dat "Azie voor de Aziaten is en dat de Filipijnen om dezelfde redenen ook behoort tot de Filipino's". deze uitspraak werd door de Amerikanen als anti-Amerikaans opgevat en zelfs beschouwd als communistische propaganda. 
Guerrero werd niet lang daarna benoemd tot ambassadeur in Groot-Brittannië en Noord-Ierland, een functie die hij bekleedde van 1954 tot 1962. Tevens was hij Filipijns ambassadeur in Europese landen als Denemarken, Noorwegen en Zweden (1954) en Finland en Duitsland (1955-1962). En later was hij nog ambassadeur in Spanje (1962-1966), India (1966-1973), Mexico (1973-1977) en Joegoslavië (1977-1980).
Guerrero was ook actief als schrijver. Zo schreef hij artikelen en essays en was redacteur van de Philippine Free Press van 1935 tot 1940. Guerrero schreef diverse boeken zoals His Honor, the Mayor (1935), The Last Days of Corregidor (1943), Passion and Death of the USAFFE (1943), Twilight in Tokyo (1946), Report from Europe (1951) en The First Filipino (1963), een biografie over de Filipijnse nationale held Jose Rizal. Met de First Filipino won hij de de prijs voor de beste biografie over Rizal in een competitie uitgevaardigd door de Jose Rizal National Centential Commission. Guerrero werd ook bekend door zijn vertaling van het Spaans naar het Engels van de The Young Rizal (1952), Noli Me Tangere en El Filibusterismo van Rizal.
Guerrero overleed in 1982 op 67-jarige leeftijd. Hij trouwde twee maal. Zijn eerste vrouw was Anita Coromina. Na haar overlijden hertrouwde hij met Margaret Burke.